# 邵武市
邵武市（しょうぶ-し）は中華人民共和国福建省に位置する省直轄の県級市であり、しばらくの間、南平市の代理管轄下に置かれている。

## 歴史
260年（永安3年）、昭武県が設置される。1983年に県級市に昇格し現在に至る。

## 行政区画
下部に4街道、12鎮、3郷を管轄する。
- 街道
  - 昭陽街道、通泰街道、水北街道、曬口街道
- 鎮
  - 城郊鎮、水北鎮、下沙鎮、衛閩鎮、沿山鎮、拿口鎮、洪墩鎮、大埠崗鎮、和平鎮、肖家坊鎮、大竹鎮、呉家塘鎮
- 郷
  - 桂林郷、張厝郷、金坑郷

## 交通

### 鉄道
- 中国鉄路総公司
  - 鷹廈線
    - 邵武駅

### 道路
- 高速道路
  - 福銀高速道路
  - 寧光高速道路
  - 浦建高速道路
- 国道
  - G316国道